# Samarijanski aramejski jezik
Samarijanski aramejski jezik (ISO 639-3: sam) pripada među zapadnoaramejske jezike, šire centralnosemitske skupine kojim se služe Samarijanci kao liturgijskim jezikom. Kao govorni jezik izumro je između 10. i 12. stoljeća.
Riječ je o jednom od dijalekata aramejskoga jezika, te je vrlo sličan aramejskome kojim su pisani Targumi, to jest židovski prijevodi Staroga zavjeta na aramejski, koji uključuju ponekad i opsežnija tumačenja izvornoga hebrejskoga teskta. Na ovaj je jezik prevedena i Tora, to jest Petoknjižje, kao i biblijski komentari i liturgijske knjige.
Današnji Samarijanci (Shamerim; njih oko 700) govore arapski (u Nablusu u Palestinskoj Narodnoj Samoupravi) ili hebrejski jezik (u izraelskom gradu Holonu kod Tel Aviva).
Pripadnici iste etničke skupine rabe se i samarijanskim (nazivan i samarijanski hebrejski) kao prvim i samarijanskim aramejskim kao drugim liturgijskim jezikom

## Vanjske poveznice
- Ethnologue (14th)
- Ethnologue (15th)
- Izvještaj Ethnologue-a za Samarićansko-aramejski jezik
- Primjer samarićansko-aramejskog jezika